# Остринський тризуб

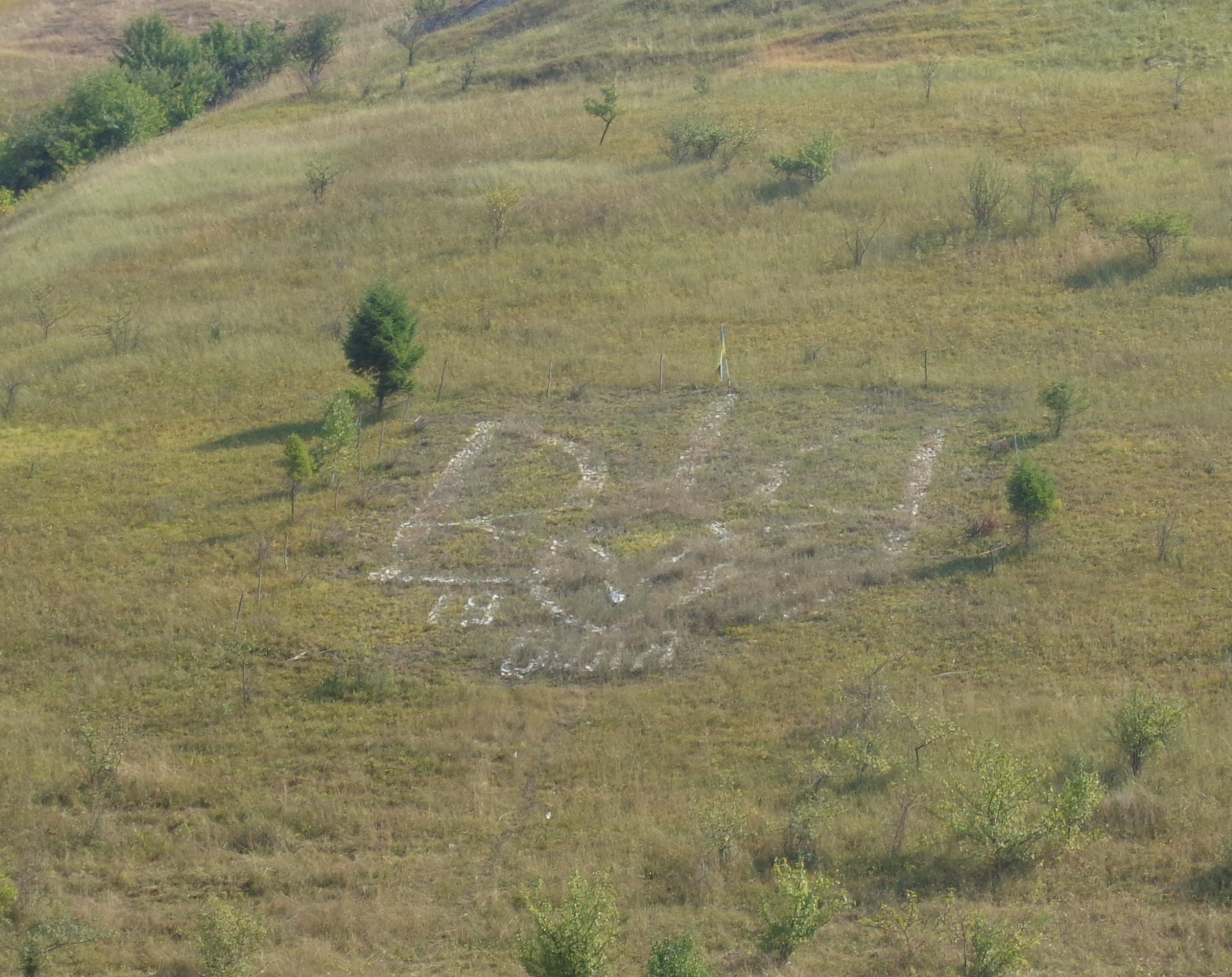
Остринський тризуб (2015 рік)

48°55′29″ пн. ш. 24°59′22″ сх. д. / 48.924586° пн. ш. 24.98942° сх. д.
Остри́нський тризуб — геогліф, найбільше в Україні зображення Гербу України, викладене на схилі гори з білого каменю (гірський мергель), неподалік від села Остриня Тлумацького району Івано-Франківської області недалеко від автодороги Н18.

## Історія
Тризуб викладено влітку 1992 р. колишнім воїном Української Повстанської Армії Анастасієм Паньковичем Козаком на місці, де точились запеклі бої між українськими повстанцями сотні Пилипа Орлика та більшовиками, на відзнаку вшанування пам'яті полеглих побратимів та першої річниці з Дня проголошення незалежності України. Нижче тризубу зазначений рік викладання «1992» та слово «воля».
Омріяний тризуб А.Козак зробив не боючись розправи:

| І мені кажуть: "Козаче, не боїшся, аби тебе вбили, що ти тризуб зробив?". Каже комуна. Моїх хлопців вже нема, давно в землі. А я... най мене вбивають. Я не годен забути... Прийшов на цей схил і зробив тризуб нам на спомин. |

## Опис
Розміри кам'яного символу України: 19 м висоти, 13 м ширини, висота центральної частини 25 м. За словами автора ним було витраченно близько двох вантажівок каменю. Камінь переносився вручну, у двох сумках вагою по 10-12 кг. Відстань від гори до кар'єру — 800 м. Також він обсадив контур тризубу смерічками і туями. Як фундамент, щоб каміння не змістилося, тризуб обладнаний канавами. На час викладання тризубу Анастасію Паньковичу було 70 років. Через деякий час естафету з догляду за пам'яткою перебрали на себе школярі остринської школи. Раз на рік учні косять траву довкола та відбілюють камінь.
Рукотворний символ чітко видно у загально-поширених супутникових фотознімках Острині, а також, завдяки вдалому розташуванню, з усіх околиць села Остриня та дороги Н18 Івано-Франківськ — Бучач — Тернопіль.

## Галерея

Вигляд Остринського тризуба з космосу
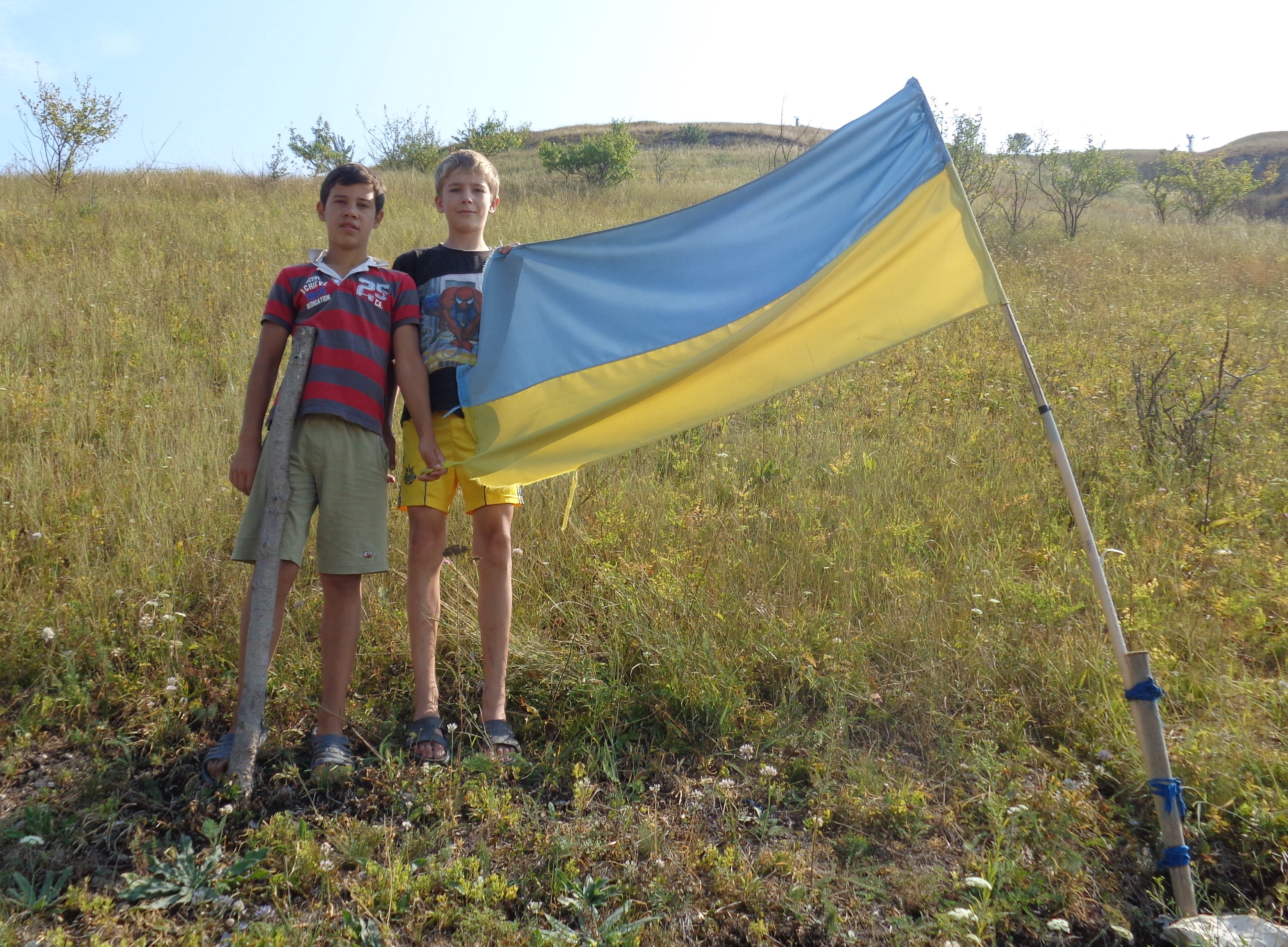
Прапор України біля верхньої частини тризуба
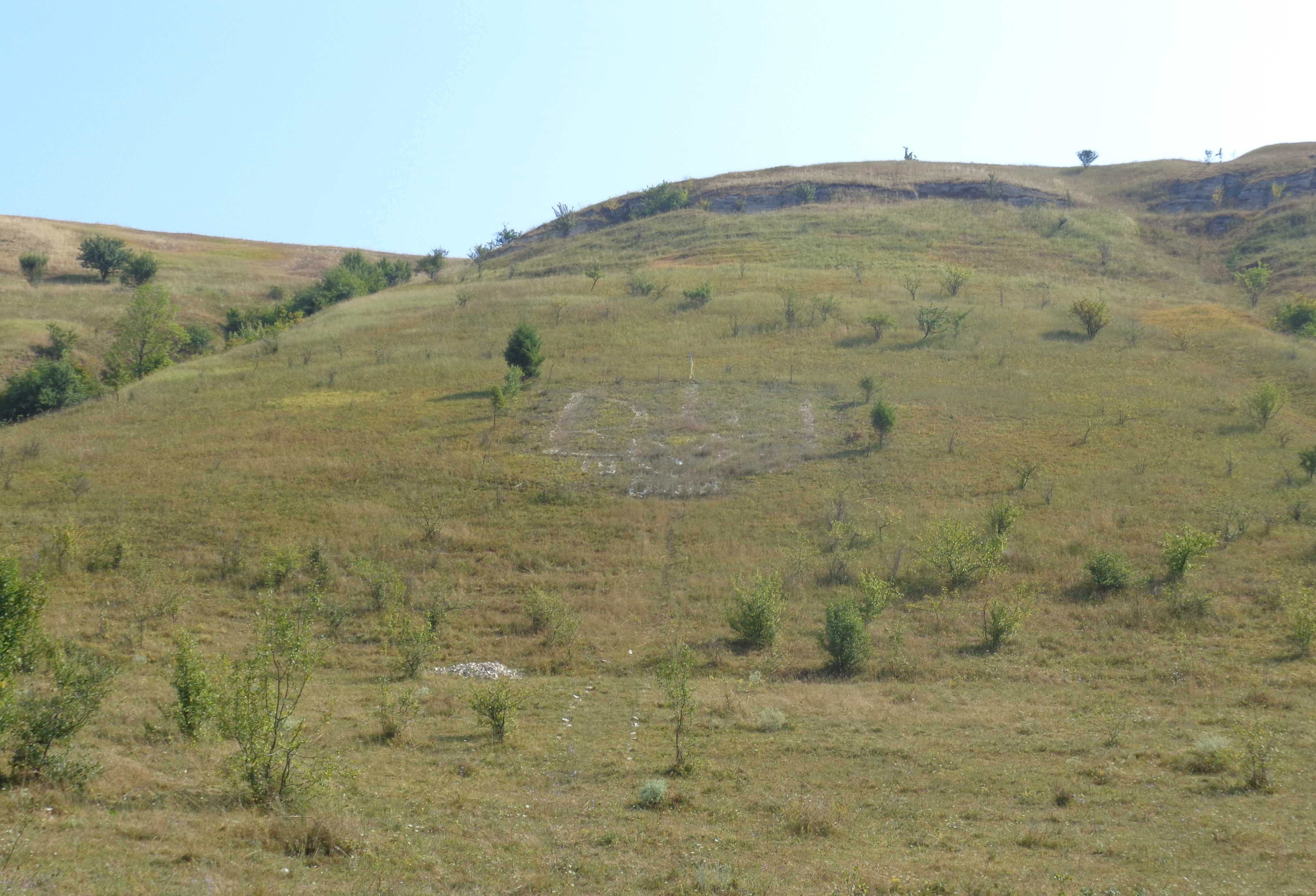
Вигляд зі сторони річки Тлумач
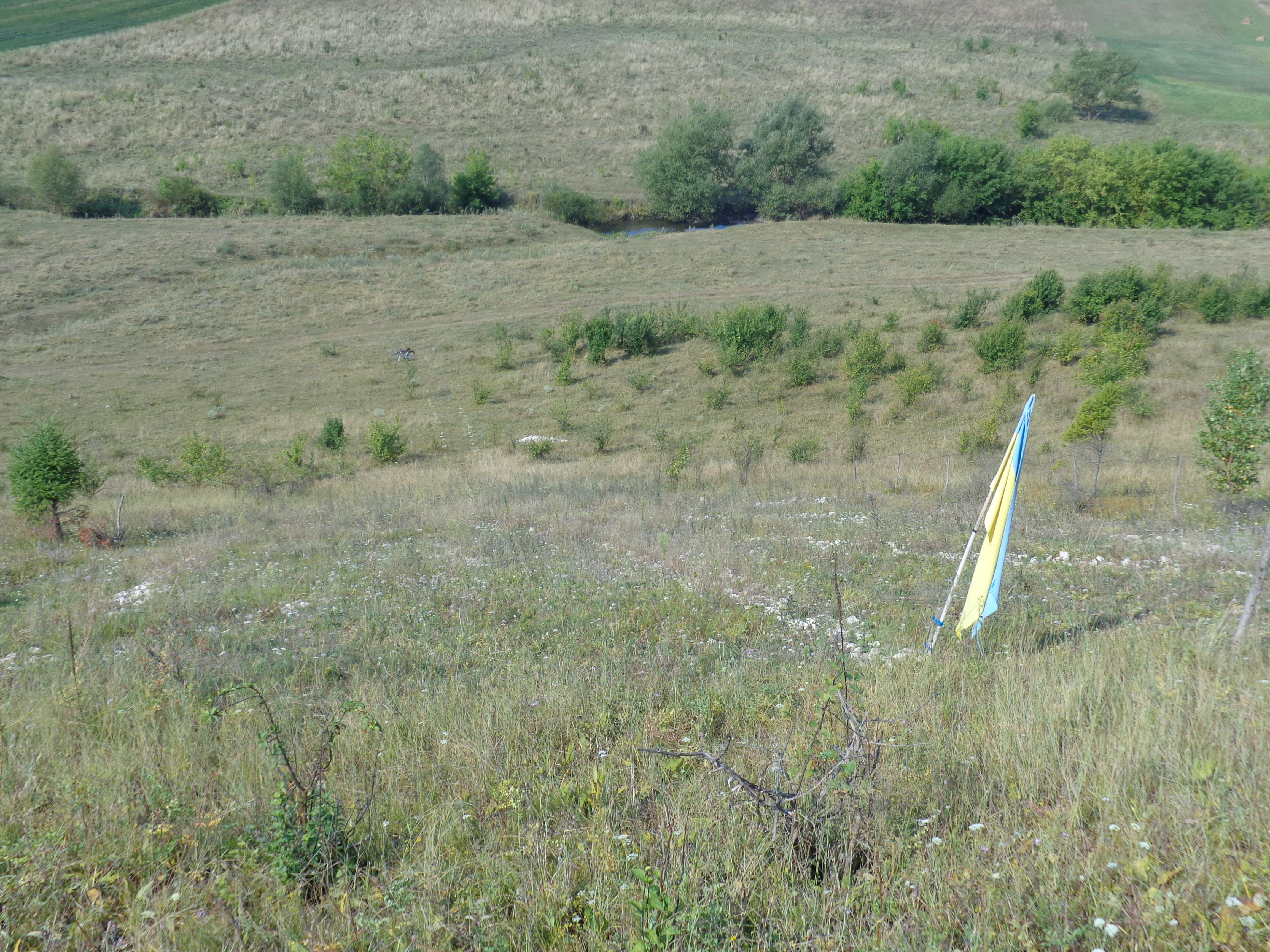
Вигляд згори
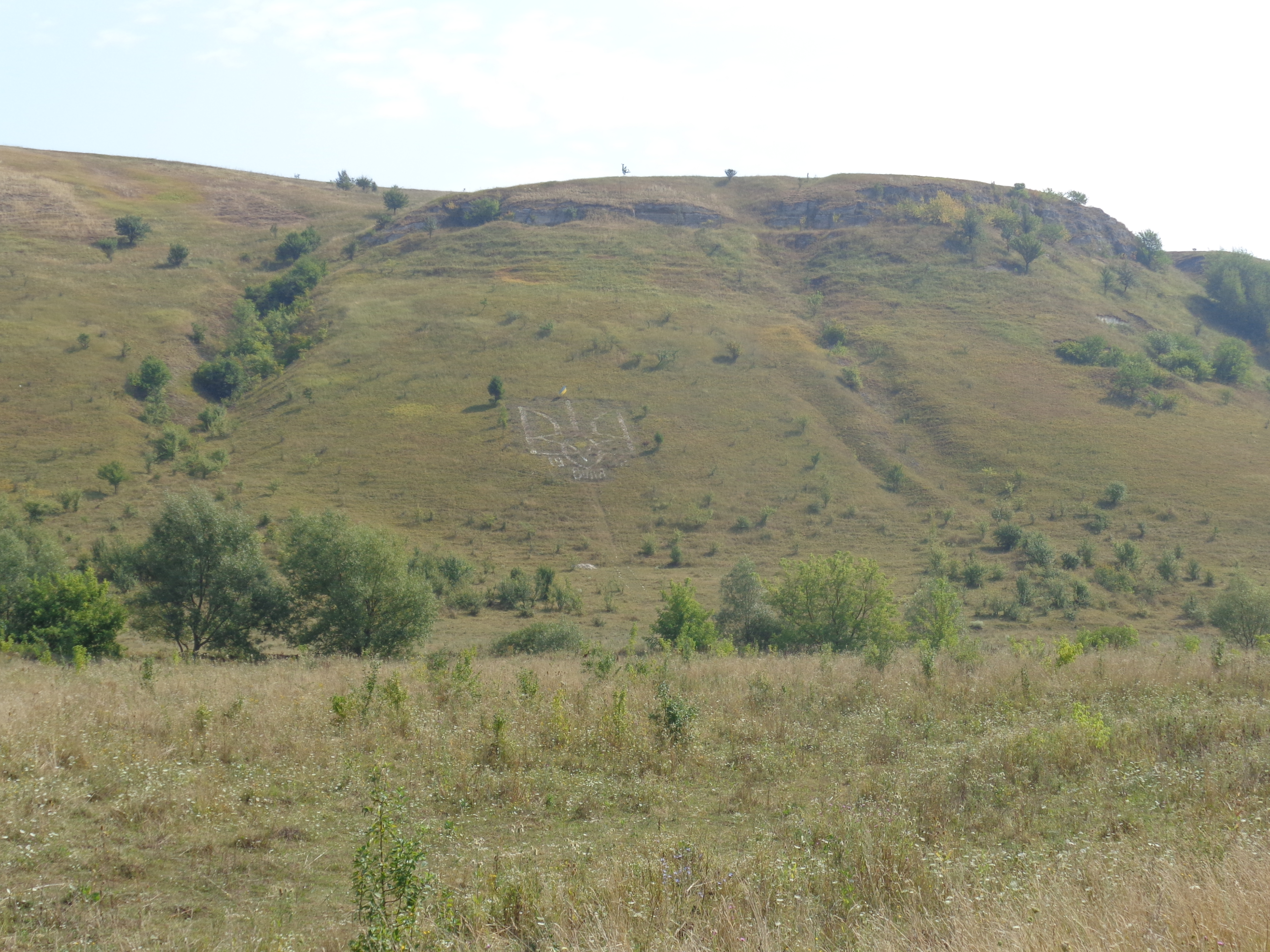
Вигляд здалеку
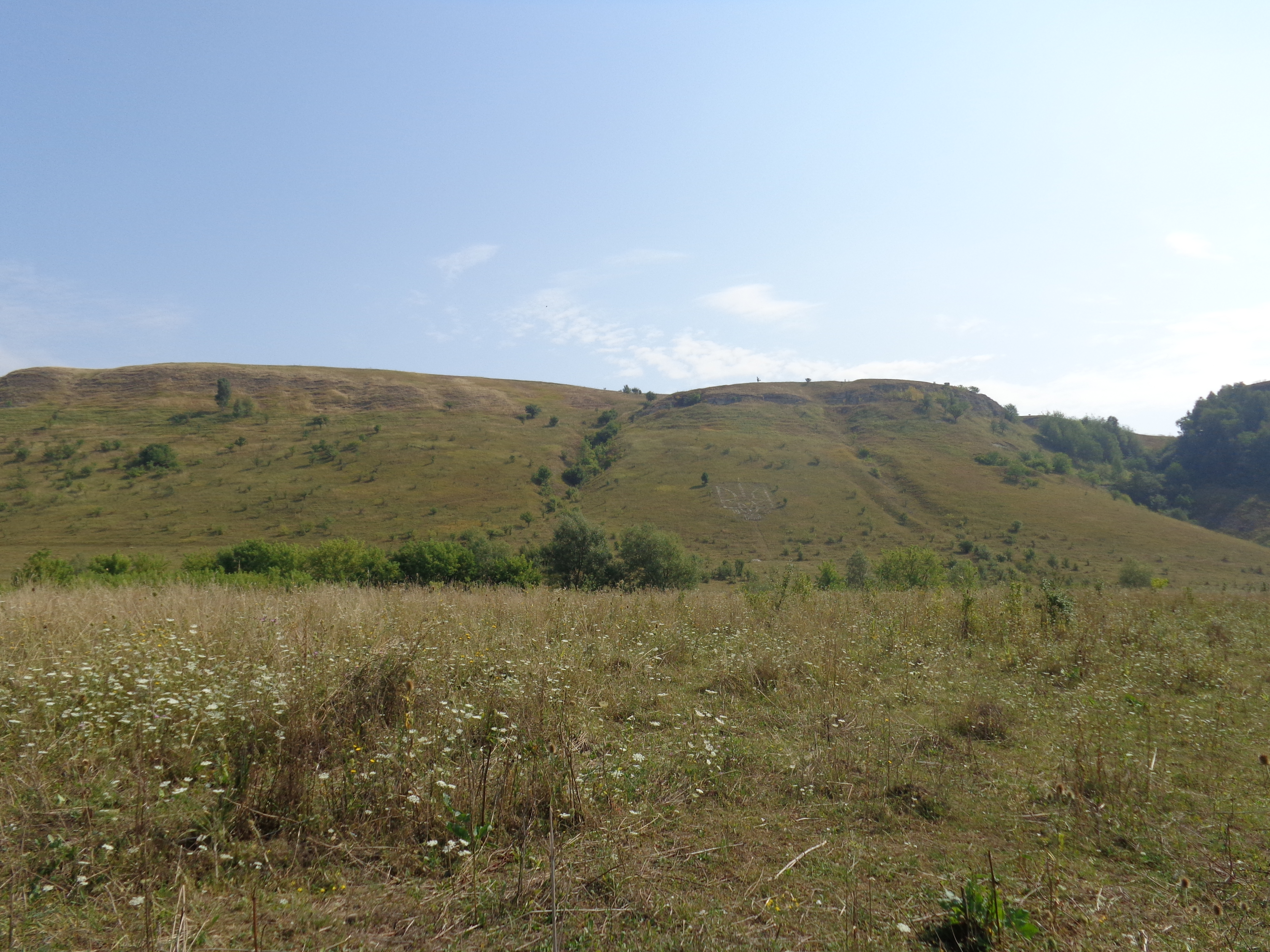
Вигляд здалеку